# Sinopoda koreana
Sinopoda koreana là một loài nhện trong họ Sparassidae. S. koreana được Kap Yong Paik miêu tả năm 1968.